# SN 1999W
SN 1999W – supernowa typu II odkryta 14 stycznia 1999 roku w galaktyce A041746-0450. W momencie odkrycia miała maksymalną jasność 23,40m.